# 2013年棒球

## 賽事分類

### 職業棒球
- 2013年美國職棒大聯盟球季
- 2013年美國職棒小聯盟
- 2013年日本職棒
- 2013年韓國職棒
- 2013年中華職棒
- 2013年美國職棒大聯盟明星賽
- 2013年世界大賽
- 2013年台灣大賽
- 2013年日本大賽
- 2013年韓國大賽

### 國際錦標賽
- 7月20日－7月28日：第二屆12U世界盃棒球賽於台北舉行。
- 8月30日－9月8日：第二十六屆18U世界盃棒球賽在台灣台中市、雲林縣舉行。

### 其他賽事
- 2月1日－2月7日：第五十五屆加勒比海大賽。
- 6月4日－6月9日：第五十屆歐洲盃。
- 11月15日－11月20日：第七屆亞洲職棒大賽。

## 大事記

### 3月
- 3月2日－3月19日：2013年世界棒球經典賽

### 11月
- 12月1日－1月12日：第一屆黑豹旗全國高中棒球大賽於天母棒球場、台中棒球場舉行。

## 逝世

### 8月
- 8月24日：徐生明，54歲，曾為中華職棒味全龍、第一金剛、中信鯨、興農牛、義大犀牛總教練，因心肌梗塞而病逝。

## 外部連結
- 2013年棒球在台灣棒球維基館上的頁面（繁體中文）